# Plagioclasa

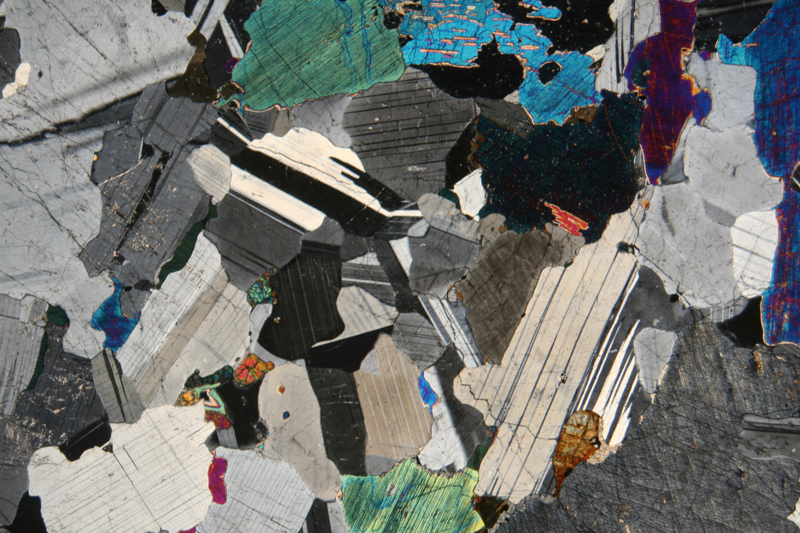
Plagioclasas vistas bajo el microscopio petrográfico con luz polarizada, son los minerales de tonos grises a negro con típicas maclas bandeadas. La muestra es de un gabro en lámina delgada (los minerales más coloridos son clinopiroxeno y olivino).

Las plagioclasas son un conjunto de minerales que comprenden la serie albita-anortita, sección triclínica del grupo de los feldespatos, perteneciente al grupo de los tectosilicatos. Son un constituyente importante de muchas rocas.
Su nombre proviene del griego πλάγιος: oblicuo, y κλάσις: rotura.
Están constituidas por una solución sólida isomorfa comprendida entre la albita (NaAlSi3O8 o Na2O·Al2O3·6SiO2 = 68.7% de sílice, 19.5% de óxido de sodio y 11.8% de sesquióxido de aluminio) y la anortita (CaAl2Si2O8 o CaO·Al2O3·2SiO2 = 43.2% de sílice, 36.7% de sesquióxido de aluminio y 20.1% de óxido de calcio).

## Minerales de la serie
Dependiendo de los porcentajes presentes de estos tectosilicatos se usan las siguientes denominaciones:
- Albita: entre 100 y 90% de albita y entre 0 y 10% de anortita.
- Oligoclasa: entre 90 y 70% de albita y entre 10 y 30% de anortita.
- Andesina: entre 70 y 50% de albita y entre 30 y 50% de anortita.
- Labradorita: entre 50 y 30% de albita y entre 50 y 70% de anortita.
- Bitownita: entre 30 y 10% de albita y entre 70 y 90% de anortita.
- Anortita: entre 10 y 0% de albita y entre 90 y 100% de anortita.

## Propiedades
Al ser un tectosilicato, la estructura cristalina está formada por tetraedros de SiO44-, donde algunos aniones de Si se sustituyen por cationes de Al. En los huecos entre los tetraedros se sitúan los cationes de Na+ y de Ca2+.  Las formas de las plagioclasas corresponden al sistema cristalino triclínico. Estos minerales aparecen en rocas ígneas y metamórficas.  Normalmente son de color blanco o gris claro y de formas prismáticas o tabulares. Su dureza varía de 6,0 a 6,5. El color de la raya (polvo resultante de incisión o de punción) es blanco.

## Usos

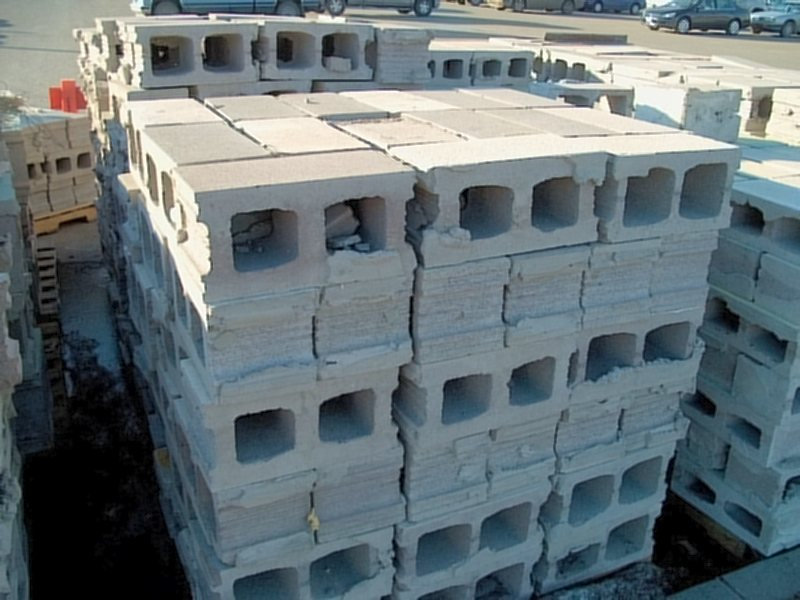
Las plagioclasas se utilizan en construcción de bloques de hormigón.

Los usos de las plagioclasas son diversos. De valor económico son las variedades iridiscentes, como piedras preciosas o como piedras ornamentales. También se usan en fabricación de vidrio y de cerámica. Por ser más ligeras que otros componentes, también se utilizan para fabricar bloques de hormigón.